# Koivujärvi (sjö i Norra Savolax, lat 63,48, long 26,25)
Koivujärvi är en sjö i Finland. Den ligger i kommunerna Kiuruvesi och Pielavesi i landskapet Norra Savolax, i den centrala delen av landet, 400 km norr om huvudstaden Helsingfors. Koivujärvi ligger 130,8 meter över havet. Den är 16 meter djup. Arean är 26,07 kvadratkilometer och strandlinjen är 130,82 kilometer lång. Sjön  ingår i Kymmene älvs huvudavrinningsområde.   Den sträcker sig 10,2 kilometer i nord-sydlig riktning, och 6,2 kilometer i öst-västlig riktning.
I övrigt finns följande i Koivujärvi:
- Matinsaari (en ö)
- Silasaari (en ö)
- Lamposaari (en ö)
- Mustikkasaari (en ö)
- Puolivälinsaari (en ö)
- Leppiluoto (en ö)
- Heinäsalmensaari (en ö)
- Mansikkasaaret (en ö)
- Vuohensaari (en ö)
- Syvänsaari (en ö)
- Hannunsaari (en ö)
- Sormussaari (en ö)
- Havukkasaari (en ö)
- Hämeensaari (en ö)
- Kalmonsaari (en ö)
- Kurimus (en ö)
- Kuikunsaari (en ö)
- Tiittonen (en ö)
- Kuoppasaari (en ö)
- Antinsaaret (en ö)
- Huutsaari (en ö)
- Talassaari (en ö)
- Nurmiluoto (en ö)
- Mäntysaaret (en ö)
- Elosaari (en ö)
- Iso-Nikkari (en ö)
- Kaislakaarteensaari (en ö)
- Pieni Lamposaari (en ö)
- Iso Lamposaari (en ö)
- Pieni Nuottasaari (en ö)
- Uuttuluodot (en ö)
- Vattusaari (en ö)
- Pikku-Muurainen (en ö)
- Tiirinsaaret (en ö)
- Louhusaari (en ö)
- Muurainsaari (en ö)
- Korpisaari (en ö)
- Ilosaari (en ö)
- Pieni-Nikkari (en ö)
- Kaijansaari (en ö)
- Viitaluoto (en ö)
- Likosaari (en ö)
- Iso-Pekonen (en ö)
- Kuivalaissaaret (en ö)
- Petäjäsaari (en ö)
- Tiukusaari (en ö)
- Virstansaaret (en ö)
- Tattapää (en ö)
- Varpasaari (en ö)
- Hirvonen (en ö)
- Sikosaaret (en ö)
- Virstankivet (en ö)
- Kettusaaret (en ö)
- Jakunsaari (en ö)
- Pienet Lehtosaaret (en ö)
- Roinisensaari (en ö)